# シネフィリー
シネフィリー（仏語cinéphilie、映画愛）は、その語源的な意味において、映画への愛である。

## 概要
- 複数の作家（ジャン・テュラール、アントワーヌ・ド・ベック）によれば、シネフィリーは2つの段階を経験したのだという。まず第一に、フランスでの特権的な段階であるが、第二次世界大戦後から「1968年5月（五月革命）」の時期まで広がっていく途中、1950年代にその最遠地点と出逢い、そして第二段階は、コミュニケーション（通信）手段の発展（テレビジョン、ビデオテープレコーダ、DVD再生機の大衆化）と一致するのである。ド・ベックによれば、この第二段階は、暗い上映ホールをDVD再生機と交換していくことで、シネフィリーの新しい形式の発現を利用するのだ、とほかの人々が考えている間に、「真のシネフィリー」の低下と一致してしまうのだという[1]。

- 英語における「シネマフィル Cinemaphile」は、映画の熱心なファンへのくだけた名称である。彼らは、大好きな映画からそのセリフやト書きを暗唱できたり、無数の逸話を知っていたり、すべての関連商品やポスター、別ヴァージョンがあればそれを集める。「シネマフィル」は、フランス語源の語「シネフィル」といくぶん交換可能な語である。もっともハードコアなシネフィルあるいはシネマフィルは、『スター・ウォーズ』大会にコスプレをして行ったり、コストを度外視して、珍しいアイテムを得ようとする[2]。

### 書籍
- Antoine de Baecque, La Cinéphilie, invention d'un regard, histoire d'une culture, 1944-1968, Fayard, ISBN 2213615071. 仏語
- Louis Skorecki, Contre la nouvelle cinéphilie, Les Cahiers du cinéma, n°293 (octobre 1978), pp. 31-52. Publication ultérieure dans Raoul Walsh et moi suivie de Contre la nouvelle cinéphilie, Presses universitaires de France, ISBN 2130521401. 仏語

### 内部リンク
- Fréquentation des salles de cinéma en France 仏語版Wikipedia
- シネクラブ、Ciné-club 仏語版Wikipedia
- シネフィル

## 註
1. ↑  Cinéphilie Version actuelle (23 mars 2007 à 12:24) - 仏語版Wikipedia
2. ↑  Cinemaphile Actual Version (22:26, 1 April 2007) - 英語版Wikipediaからの抄訳